# Прем'єр-міністр Ізраїлю
Прем'єр-міністр Ізраїлю (івр. רֹאשׁ הַמֶּמְשָׁלָה) — голова уряду держави Ізраїль.
Ізраїль — парламентська республіка, де президент є головою держави. Повноваження президента здебільшого церемоніальні, тоді як прем'єр-міністр має виконавчу владу. Офіційна резиденція прем'єр-міністра, Бейт Агіон, знаходиться в Єрусалимі. Нинішній прем'єр-міністр — Беньямін Нетаньягу з партії "Лікуд", дев'ята людина на цій посаді (якщо не враховувати тимчасових виконувачів обов'язків).
Після виборів президент висуває кандидатуру члена Кнесету на посаду прем'єр-міністра, запитавши лідерів партій, кого вони підтримують на цю посаду. Перший кандидат, якого висуває президент, має 28 днів, щоб сформувати життєздатну коаліцію. Потім він представляє урядову платформу і повинен отримати вотум довіри від Кнесету, щоб стати прем'єр-міністром. На практиці прем'єр-міністром зазвичай стає лідер найбільшої партії в керівній коаліції. У період з 1996 по 2001 рік прем'єр-міністр обирався безпосередньо, окремо від Кнесету.
На відміну від більшості прем'єр-міністрів у парламентських республіках, прем'єр-міністр Ізраїлю є і де-юре, і де-факто головою виконавчої влади. Це пов'язано з тим, що Основні закони Ізраїлю чітко закріплюють виконавчу владу за урядом, який очолює прем'єр-міністр.